# Vlag van Cuenca

Onofficiële vlag van de provincie Cuenca

De vlag van de Spaanse provincie Cuenca is een horizontale driekleur in de kleuren geel, wit en rood, met in het midden het provinciale wapen. Dat is de vlag die de Academie voor Geschiedenis voorstelde toen ze in 1975 een rapport uitbracht waarin, samen met het wapen, een provincievlag werd voorgesteld, hoewel die niet officieel werd gemaakt.